# Dermatocarpella
Dermatocarpella is een geslacht van korstmossen dat behoort tot de familie Verrucariaceae van de ascomyceten. De typesoort is Dermatocarpella yoshimurae.

## Soorten
Volgens Index Fungorum telt het geslacht twee soorten (peildatum februari 2022):
| Soortnaam                  | Auteur(s)              | Publicatiejaar |
| -------------------------- | ---------------------- | -------------- |
| Dermatocarpella yoshimurae | H. Harada              | 1993           |
| Dermatocarpella yunnana    | H. Harada & Li S. Wang | 1995           |